# Dalrympelea nepalensis
Dalrympelea nepalensis är en pimpernötsväxtart som beskrevs av John Forbes Royle. Dalrympelea nepalensis ingår i släktet Dalrympelea, och familjen pimpernötsväxter. Inga underarter finns listade i Catalogue of Life.